# LRRC8A
La LRRC8A (Leucine-rich repeat-containig protein 8A), també anomenada AGM5 o “SWELL1”, és una proteïna que pertany al grup dels pèptids amb dominis rics en leucina (LRRC8), essent codificada en humans pel gen LRRC8A. Juntament amb la LRRC8B, la LRRC8C, la LRRC8D i la LRRC8E, la LRRC8A és una subunitat de l'heteròmer VRAC (volume-regulated anion channel).

## Història
El 2003, a la revista The Journal of Clinical Investigation, es va publicar un article on s'exposava el cas d'una noia que patia una agammaglobulinemia congènita, caracteritzada per una anomalia (concretament, una translocació) en la presència dels limfòcits B en la sang. Els científics van descobrir que aquesta afectació es produïa a causa d'un mal funcionament d'un gen del cromosoma 9, que es trobava erròniament truncant i que codifica les proteïnes de la família de la LRRC8. A partir d'aquest moment, es va intentar extreure la proteïna generada a partir del gen per tal d'estudiar-ne l'estructura i totes les propietats i així descobrir com la producció d'aquesta proteïna provocava l'anomalia (Vegeu l'apartat Malalties).
Més tard, al 2012, en un estudi que es pot trobar en la Wiley Online Library, els investigadors Federico Abascal i Rafael Zardoya van descobrir que les LRRC8 tenien un avantpassat comú amb un grup de proteïnes anomenat pannexines, que s'encarreguen d'establir fluxos d'ions i petites molècules de les parts intracel·lular i extracel·lular de les cèl·lules. Aquesta semblança es va trobar en la localització de les hèlix alfa i els loops , així com en l'alineació d'ambdues proteïnes, que mostrava una coincidencia de més del 75% dels aminoàcids. A més, aquesta semblança permet predir amb més fiabilitat les estructures terciaria i quaternari de la LRRC8A i d'aquesta manera poder deduir les seves funcions. Aquest estudi va demostrar també que el gen que codifica per la proteïna LRRC8A va aparèixer arrel d'una duplicació de la seqüència de la proteïna LRRC8B i que, a causa de això, ambdues proteïnes tenen grups molt similars a nivell aminoacídic. Tot i això, es van adonar que els tipus A i D eren els més similars en la regió transmembrana, ja que ambdós compartien regions molt riques en residus de serines, tionines i treonines.

## Estructura

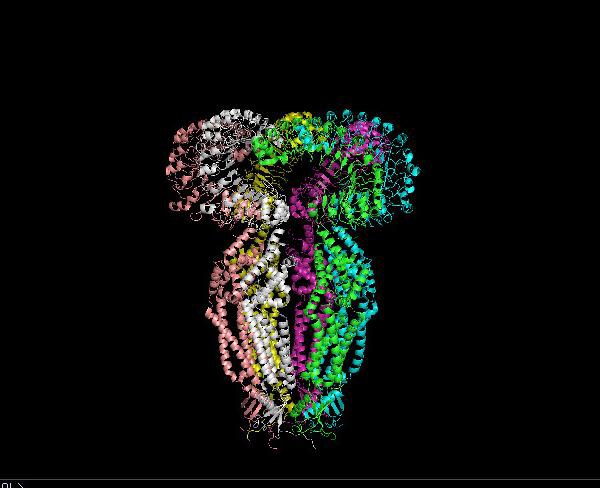
1. Estructura tridimensional de la proteïna LRRC8A humana '

Les proteïnes LRRC8 estan formades per 4 hèlix alfa transmembranes situades a l'extrem amino-terminal i per un domini ric en leucines (LRRD) amb 17 pèptids rics en leucina (LRR) situats a l'extrem carboni-terminal. Les 4 hèlix alfa es troben connectades per 2 loops extracel·lulars i 1 loop intracel·lular que connecta la segona i tercera hèlix i presenta una acumulació de fosforilacions de serina, tirosina i treonina (Veure figura 2).
A les parts citosòliques, la proteïna presenta diverses acetilacions i ubiqüitinacions a lisines i a la part extracel·lular s'han detectat algunes N-glicosilacions i diverses cisteïnes, que fan enllaços de tipus pont disulfur amb els girs propers a les  gap junctions.
Així doncs, les prediccions mostren una zona carregada positivament a la part convexa de la proteïna, mentre la concava mostra una barreja entre càrregues positives i negatives i l'extrem C-terminal es presenta carregat negativament.
Respecte les estructures terciària i quaternària de les LRRC8A només existeixen prediccions, ja que aquesta proteïna no ha pogut ser cristal·litzada per tal d'observar la seva forma. Gràcies a la seva proximitat evolutiva i semblança amb les pannexines (es conserven les hèlix alfa transmembrana, els loops i els parells de cisteïnes dels girs extracel·lulars de les proteïnes de gap junction) les prediccions van dirigides cap a la formació d'un canal hexameric equivalent. D'aquesta manera, si les LRRC8 formen hexamers com les pannexines, esperariem trobar interaccions entre les 6 LRRD intracel·lulars, i alguns estudis semblen indicar que podrien formar complexos homotípics.

## Topologia

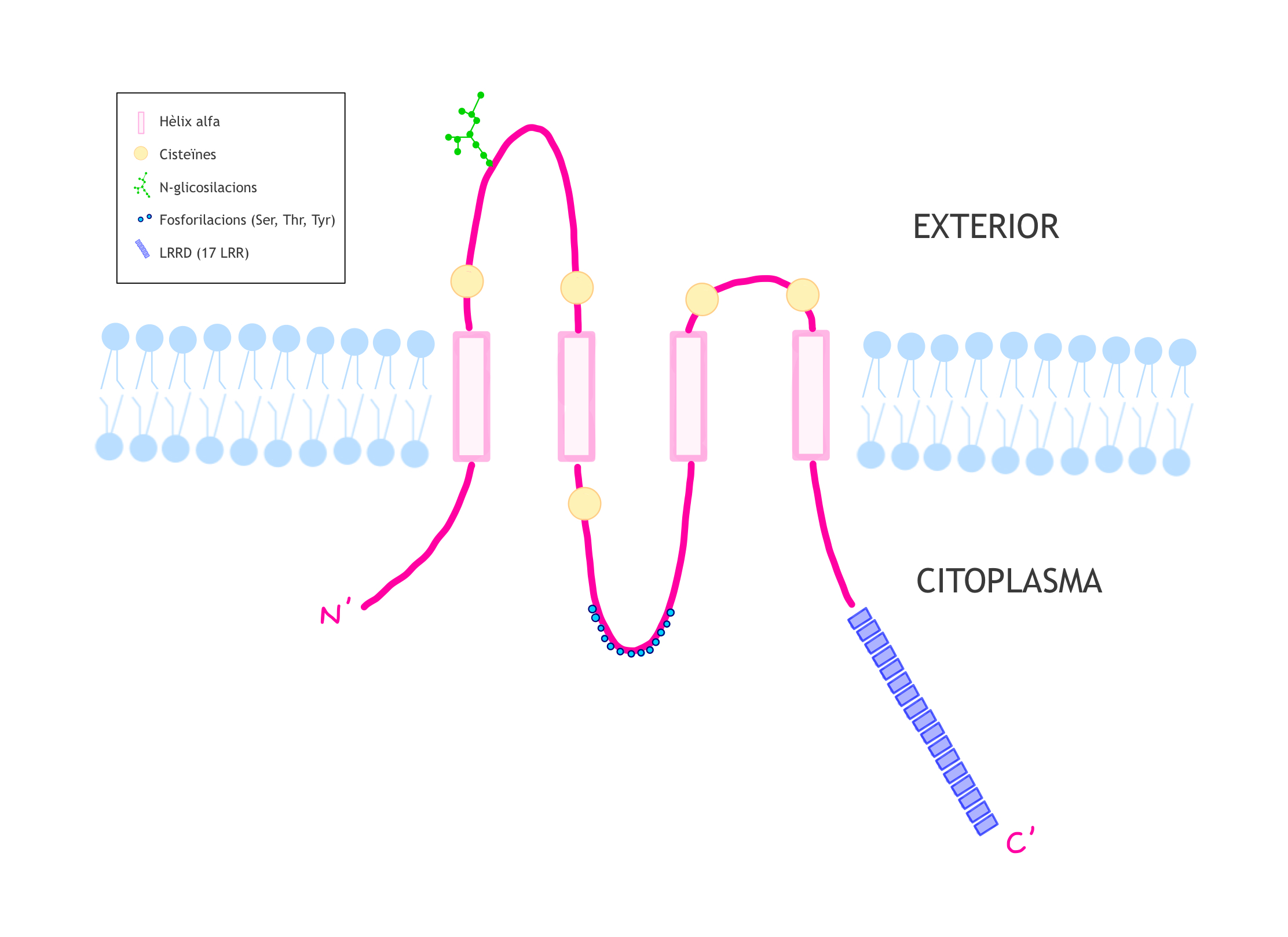
2. Esquema de la topografia de la proteïna LRRC8A a la membrana plasmàtica '

Estudis recents basats en el model topològic de l'infraroig demostren una distribució que situaria les regions N-terminal i C-terminal (amb les LRRD) dirigides cap al citoplasma (com es pot veure a la Figura 2), hipòtesi que trencaria amb les suposicions anteriors segons les que les LRRD estaven dirigides cap a l'exterior per un únic pas transmembrana de les LRRC 1 i 2, que es basaven en les similituds amb la majoria dels receptors de LRRC en animals.
Aquestes proteïnes han estat detectades en diferents parts de la cèl·lules humana i de ratolí tals com la membrana plasmàtica, els endosomes i els lípid droplets. En totes aquestes estructures, els dos extrems de la proteïna queden dirigits cap a l'interior.
Caldria determinar, en estudis posteriors, la distribució de la proteïna LRRC8A al llarg de la membrana cel·lular quant a la seva simetria o asimetria.

## Funcions
S'ha posat de manifest que la LRRC8A és una proteïna potencialment activa en la cèl·lula dels mamífers, però tot i això encara no s'ha determinat amb total exactitud la diversitat de funcions que podria assumir, presentant-hi encara discrepàncies quant a la fiabilitat dels estudis realitzats.
La teoria més sostinguda es basa en afirmar que la proteïna LRRC8A, d'entre els sis membres que conformen aquesta família, és l'única subunitat essencial en la Regulació del Volum dels Canals dels Anions (VRAC), el qual està implicat en diversos processos fisiològics. És per això que una de les seves funcions més importants és el control de l'homeòstasi del volum cel·lular, essent activada per solucions hipotòniques.

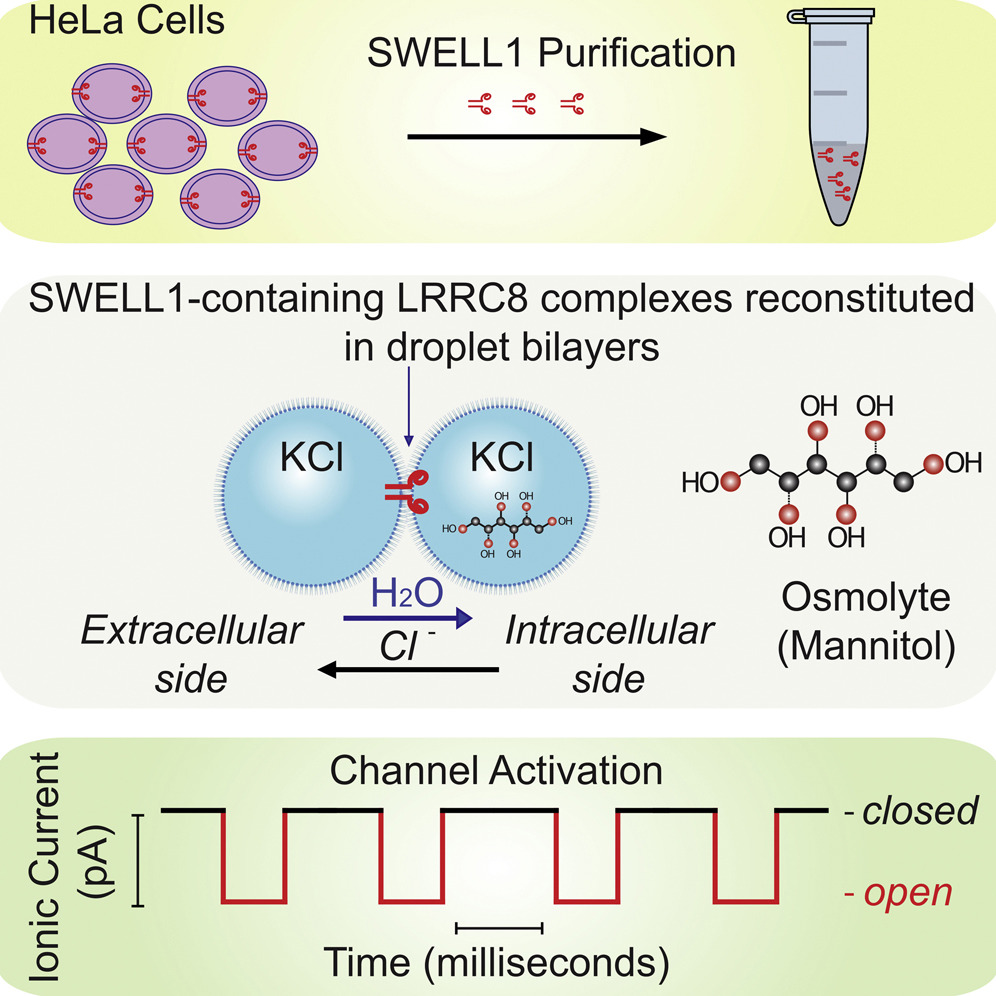
3. Les proteïnes LRRC8 formen canals iónics que regulen el volum '

L'esmentada proteïna, situada estratègicament en la bicapa lipídica, detecta les concentracions elevades de sal dins la cèl·lula i, per mitjà d'estímuls osmòtics o altres cascades de senyalització, interactua amb la resta de proteïnes isoformes que col·laboren, totes alhora, per dilatar el VRAC. D'aquesta forma, la dissolució aquosa, en combinació d'ions i altres osmòlits orgànics com la taurina i el mioinositol, circula a favor de gradient per solucionar l'estrès hipotònic, amb el consegüent augment del volum cel·lular. S'especula, doncs, que es forma a partir d'hexàmers de proteïnes LRRC8 juntament amb les LRRD, presentant una analogia conformacional amb els precursors evolutius d'aquestes molècules, les pannexines. De forma antagònica, el VRAC també es contrau, en aquest cas no per l'efecte de la LRRC8A, sinó per la DCPIB. Si més no, la sobreexpressió d'aquesta proteïna ocasiona exactament l'efecte contrari, ja que disminueix notablement els fluxos a través del canal.
A més, la LRRC8A participa del transport de neurotransmissors tal com els aminoàcids glutamat, l'aspartat, l'àcid γ-aminobutíric (GABA) i el coactivador D-serina, que passen a formar part de l'interstici en produirs-se la inflor de la cèl·lula.
Finalment, cal destacar la seva implicació en la immunologia. L'equip format per Lalit Kumar, Janet Chou, Christina S.K. Yee, Arturo Borzutzky, Elisabeth H. Vollmann, Ulrich H. von Andrian,Shin-Young Park,Georg Hollander, John P. Manis, P. Luigi Poliani i Raif S. Geha, amb la col·laboració d'alguns departaments de diferents hospitals i instituts d'investigació arreu del món, entre els quals destaquen el Boston Children's Hospital i el Harvard Medical School, van fer estudis amb ratolins de laboratori. D'aquesta forma generaren espècies amb ausència d'aquesta proteïna, en què s'havia vist augmentada la taxa de mortalitat prenatal i postnatal, el retard del creixement, anomalies dels teixits múltiples, una disminució de la proliferació i un augment de l'apoptosi dels timòcits i la funció de les cèl·lules T perifèriques alterades. Aleshores varen concloure que la LRRC8A ocupa un paper essencial per a la LRRC8A en el desenvolupament de la cèl·lula T, la seva supervivència i la seva funció.
Aquestes funcions romanen com a hipòtesis a l'espera de futurs estudis que puguin aportar més informació sobre el comportament d'aquesta proteïna.

## Malalties vinculades
L'agammaglobulinemia és una síndrome congènita caracteritzada per un defecte de limfòcits B amb funció preservada de limfòcits T. Es creu que és causat per anormalitats a molècules relacionades amb el desenvolupament o proliferació d'aquestes cèl·lules. Se suposa, per tant, que o aquestes molècules són factors intrínsecs que actuen a les cèl·lules B o a les seves precursores, o bé que formen part del microentorn que participa en el desenvolupament dels limfòcits B. El 80% d'afectats per agammaglobulinemia pateixen una mutació al gen BTK. Tot i així, es trobà un cas d'una noia afectada, la qual en les anàlisis cariotípiques mostrà una translocació cromosomal equilibrada (t(9;20), (q33.2;q12)). L'expressió del gen BTK als seus glòbuls blancs no es va veure afectada i es trobà un nou gen, LRRC8. Se sap que si hi ha una mutació de translocació al gen LRRC8 s'eliminen l'octau, el novè i la meitat del setè domini de LRR molt pròxims al C-terminal. Els estudis demostren per tant, que la LRRC8 és importantíssima en el desenvolupament de limfòcits B. La proteïna consisteix en 810 aminoàcids. és codificada per un gen amb dos exons, el primer codifica 719 aminoàcids i el segon 91. El gen truncat però, només codifica 754 aminoàcids(719 de l'axó 1 i 35 l'axó 2).
També trobem que una mutació de deleció en el gen que codifica la proteïna donarà lloc a una disminució de l'activitat del VRAC. Això causa efectes estructurals secundaris a les gàmetes masculines de ratolins. Concretament la LRRC8A d'aquests es localitza a la membrana de les gàmetes i és sobretot molt abundant en la part mitjana de les cues madures d'esperma. En ratolins aquesta mutació conduirà a la pèrdua de gàmetes resultant en la completa esterilitat.
La leucoencefalopatía megalencefálica amb quistes subcorticals (MLC) és un tipus rar de leucodistrofia causada per mutacions en dos gens diferents: MLC1, que és més freqüent i GlialCAM. MLC1 és una proteïna de membrana que presenta un baix nivell d'homologia als canals iònics, mentre que GlialCAM és una molècula d'adhesió que pertany a la superfamilia d'immunoglobulina .
Els estudis d'una biopsia cerebral d'un pacient de MLC revelaren que la mielina i els astròcits mostraven vacuolació. A més, els estudis espectroscòpics de MRI van indicar un augment del contingut d'aigua en el cervell dels pacients. Aquests resultats suggereixen que els pacients de MLC presenten un defecte en l'homeòstasi del fluid. Com que el paper molecular de GlialCAM i MLC1 encara es desconeix, es va especular que GlialCAM / MLC1 podria influir o interactuar amb altres proteïnes, com ara els canals iònics que provoquen una homeòstasi iònica alterada.
Es demostra que en absència de GlialCAM i MLC1 els corrents al VRAC es veuen reduïts mentre que a la inversa succeeix el contrari. Els VRAC són importants en la regulació del volum: alliberen osmolits com la taurina i el glutamat i anions com el clorur. Això donarà lloc a canvis en la força motriu de l'osmolaritat i com a resultat un vessament d'aigua. Aquest procés es denomina disminució del volum regulador (RVD) i permet que les cèl·lules tornin a la seva mida original després d'un xoc hipotònic. El VRAC està format per la família de les LRRC8, i la LRRC8A és essencial per dur a terme aquests corrents.